# اگون فرانکه (شمشیرباز)
اگون فرانکه (لهستانی: Egon Franke؛ زادهٔ ۲۳ اکتبر ۱۹۳۵) شمشیرباز اهل لهستان است.
وی در مسابقات کشوری و بین‌المللی در مجموع برندهٔ ۱ مدال طلا، ۱ مدال نقره، ۱ مدال برنز شده‌است.